# Miloš Timotijević
Miloš Timotijević (né le 9 mars 1975 à Belgrade) est un acteur serbe.

## Filmographie
- 1987 : Srećni ljudi
- 1996 : Humidity (Vlažnost)
- 2016 : Despite the Falling Snow de Shamim Sarif
- 2017 : Black Sun (Senke nad Balkanom)
- 2018 : South Wind (Južni vetar)
- 2019 : Besa (Besa)